# マルコム・ディレイニー
マルコム・ディレイニー（Malcolm Hakeem Delaney, 1989年3月11日 - ）は、アメリカ合衆国・メリーランド州ボルティモア出身の元プロバスケットボール選手。ポジションはポイントガード。

## 経歴
バージニア工科大学のスター選手として活躍し、2年生の2008-09シーズンに平均18,1得点、翌2009-10シーズンは20,2得点を記録し、2010年のNBAドラフトにエントリーする予定だったが回避。最終学年の2010-11シーズンも18,2得点を記録したディレイニーだったが、2011年のNBAドラフトでは指名外に終わり、ヨーロッパの地でプロキャリアを開始することになった。
2011-12シーズンはフランスのエラン・シャロンでプレーし、リーグ優勝を経験。2012-13シーズンはウクライナでプレーし、ユーロカップにも出場した。
2013-14シーズンはドイツの強豪FCバイエルン・ミュンヘンでプレーし、リーグ優勝を経験。更にリーグMVP、ファイナルMVPにも選出された。
2014年から2年間はロシアのロコモティフ・クバンでプレー。2015-16シーズンはユーロリーグでも活躍し、1stチームに選出された。
2016年7月15日、アトランタ・ホークスと契約し、念願のNBA入り。2016-17シーズン開幕戦の10月27日のワシントン・ウィザーズ戦で、念願のNBA初出場を果たした。
2018年7月28日、中国プロバスケットボールリーグ (CBA) の広東サザンタイガースと契約した。
2019年9月12日、リーガACBのFCバルセロナと1年契約（もう1シーズンのオプション付き）を結んだ。
2020年6月2日、レガ・バスケット・セリエAのオリンピア・ミラノと2年契約を締結した。

## 個人成績

### NBA

#### レギュラーシーズン
| シーズン | チーム | GP  | GS | MPG  | FG%  | 3P%  | FT%  | RPG | APG | SPG | BPG | PPG |
| -------- | ------ | --- | -- | ---- | ---- | ---- | ---- | --- | --- | --- | --- | --- |
| 2016–17  | ATL    | 73  | 2  | 17.1 | .374 | .236 | .806 | 1.7 | 2.6 | .5  | .0  | 5.4 |
| 2017–18  | ATL    | 54  | 3  | 18.8 | .382 | .371 | .804 | 1.9 | 3.0 | .6  | .1  | 6.3 |
| 通算     | 通算   | 127 | 5  | 17.8 | .377 | .308 | .805 | 1.8 | 2.8 | .6  | .1  | 5.7 |

#### プレーオフ
| シーズン | チーム | GP | GS | MPG | FG%   | 3P%   | FT%  | RPG | APG | SPG | BPG | PPG |
| -------- | ------ | -- | -- | --- | ----- | ----- | ---- | --- | --- | --- | --- | --- |
| 2017     | ATL    | 1  | 0  | 3.0 | 1.000 | 1.000 | .500 | 1.0 | .0  | .0  | .0  | 8.0 |
| 通算     | 通算   | 1  | 0  | 3.0 | 1.000 | 1.000 | .500 | 1.0 | .0  | .0  | .0  | 8.0 |